# Nachum Stelmach
Nachum Stelmach (hebr. נחום סטלמך, ur. 19 lipca 1936 w Petach Tikwa, zm. 27 marca 1999) – izraelski piłkarz grający na pozycji napastnika. W swojej karierze rozegrał 61 meczów w reprezentacji Izraela i strzelił w nich 22 gole.

## Kariera klubowa
Swoją karierę piłkarską Stelmach rozpoczął w klubie Hapoel Petach Tikwa. W 1951 roku awansował do kadry pierwszego zespołu i w sezonie 1951/1952 zadebiutował w nim w pierwszej lidze izraelskiej. W sezonie 1954/1955 osiągnął z Hapoelem swój pierwszy w karierze sukces, gdy wywalczył tytuł mistrza Izraela. Z kolei w sezonie 1956/1957 zdobył swój jedyny Puchar Izraela. Wraz z klubem z rodzinnego miasta Petach Tikwa jeszcze pięciokrotnie wywalczył mistrzostwo kraju w sezonach 1958/1959, 1959/1960, 1960/1961, 1961/1962 oraz 1962/1963. W Hapoelu występował do końca sezonu 1968/1969. W klubie tym rozegrał 349 meczów i zdobył w nich 154 gole.
Latem 1969 roku Stelmach przeszedł z Hapoelu do Bene Jehuda Tel Awiw. Występował w nim w sezonie 1969/1970. W 1970 roku zakończył swoją karierę sportową.
| Sezon   | Klub                 | Kraj   | Rozgrywki   | Mecze | Bramki |
| ------- | -------------------- | ------ | ----------- | ----- | ------ |
| 1951/52 | Hapoel Petach Tikwa  | Izrael | Liga Aleph  | 4     | 1      |
| 1952/53 | Hapoel Petach Tikwa  | Izrael | Liga Aleph  | ?     | ?      |
| 1953/54 | Hapoel Petach Tikwa  | Izrael | Liga Aleph  | ?     | ?      |
| 1954/55 | Hapoel Petach Tikwa  | Izrael | Liga Leumit | ?     | ?      |
| 1955/56 | Hapoel Petach Tikwa  | Izrael | Liga Leumit | 22    | 13     |
| 1956/57 | Hapoel Petach Tikwa  | Izrael | Liga Leumit | 18    | 9      |
| 1957/58 | Hapoel Petach Tikwa  | Izrael | Liga Leumit | 22    | 12     |
| 1958/59 | Hapoel Petach Tikwa  | Izrael | Liga Leumit | 18    | 13     |
| 1959/60 | Hapoel Petach Tikwa  | Izrael | Liga Leumit | 21    | 15     |
| 1960/61 | Hapoel Petach Tikwa  | Izrael | Liga Leumit | 20    | 9      |
| 1961/62 | Hapoel Petach Tikwa  | Izrael | Liga Leumit | 21    | 4      |
| 1962/63 | Hapoel Petach Tikwa  | Izrael | Liga Leumit | 19    | 4      |
| 1963/64 | Hapoel Petach Tikwa  | Izrael | Liga Leumit | 27    | 10     |
| 1964/65 | Hapoel Petach Tikwa  | Izrael | Liga Leumit | 28    | 5      |
| 1965/66 | Hapoel Petach Tikwa  | Izrael | Liga Leumit | 30    | 9      |
| 1966/67 | Hapoel Petach Tikwa  | Izrael | Liga Leumit | 18    | 1      |
| 1967/68 | Hapoel Petach Tikwa  | Izrael | Liga Leumit | 15    | 5      |
| 1968/69 | Hapoel Petach Tikwa  | Izrael | Liga Leumit | 19    | 3      |
| 1969/70 | Bene Jehuda Tel Awiw | Izrael | Liga Leumit | 18    | 4      |

## Kariera reprezentacyjna
W reprezentacji Izraela Stelmach zadebiutował 11 lipca 1956 roku w przegranym 0:5 meczu eliminacji do Igrzysk Olimpijskich 1956 ze Związkiem Radzieckim, rozegranym w Moskwie. W tym samym roku wystąpił w trzech meczach Pucharu Azji 1956: z Hongkongiem (3:2 i gol), z Koreą Południową (1:2 i gol) oraz z Wietnamem Południowym (2:1 i 2 gole). Z Izraelem został wówczas wicemistrzem Azji, a sam z 4 golami został królem strzelców tego turnieju.
W 1960 roku Stelmach ponownie zagrał w Pucharze Azji. Wystąpił na nim trzykrotnie: z Koreą Południową (0:3), z Wietnamem Południowym (5:1 i gol) oraz z Tajwanem (1:0) i ponownie wywalczył wicemistrzostwo kontynentu.
W 1964 roku Stelmach wygrał z Izraelem Puchar Azji 1964. Jego dorobek na tym turnieju to trzy mecze: z Hongkongiem (1:0), z Indiami (2:0) oraz z Koreą Południową (2:1).
W swojej karierze Stelmach grał też w: eliminacjach do MŚ 1958, Igrzyskach Azjatyckich 1958, eliminacjach do MŚ 1962 i MŚ 1966. Od 1956 do 1968 roku rozegrał w kadrze narodowej 61 meczów, w których strzelił 22 gole.